# Keszthely (plaats)
De stad Keszthely (uitsp: Kesthej) (Duits: Kesthell), hoofdplaats van het district Keszthely (Keszthelyi járás), ligt aan de westelijke punt van het Balatonmeer in Hongarije. Het ligt op 28 km van het noordoostelijk gelegen wijnstadje Tapolca en op 6 km van het bekende openluchtkuuroord Hévíz. Hier ligt ook de luchthaven Hévíz-Balaton Airport.
Tijdens de Romeinse periode en de Volksverhuizingen bestond deze stad reeds. Een trekpleister is hier het Balatonmuseum. Alles wat te maken heeft met de ontwikkelingsgeschiedenis van het meer en zijn omgeving is hier ondergebracht. Ook archeologische vondsten, veel over de visserij en de wijncultures. De landbouwhogeschool is één der oudste op dit gebied in Europa. Zij stamt uit 1797, er worden thans akkerbouwingenieurs opgeleid. Te bezichtigen zijn het Goldmark-huis en het Festetics-paleis, dat in barokstijl is opgetrokken.

## Keszthely en Festetics
De naam van de Griekse berg Helikon, zetel van de Muzen, komt in deze stad veel voor. De bibliotheek van het kasteel Festetics draagt die naam, evenals het park tussen de hoofdstraat en het strand.
Het grote en moderne, acht verdiepingen hoge hotel heet "Helikon". En er is natuurlijk een Helikon utca.
Deze naam is ingevoerd door graaf György Festetics (1755-1819). In het begin van de 18e eeuw raakte de familie Festetics in het bezit van Keszthely, waar ze tegen het midden van de 18e eeuw een kasteel lieten bouwen. De genoemde graaf liet het uitbouwen en verfraaien.
Hij koesterde vooruitstrevende ideeën en wilde op zijn 50.000 ha grote bezit laten zien wat de vooruitgang op landbouwkundig gebied inhield.
In 1797 stichtte hij in Keszthely de eerste Hogere Landbouwschool in Europa. Het was de voorloper van de huidige landbouwhogeschool.

## Het Festetics-kasteel

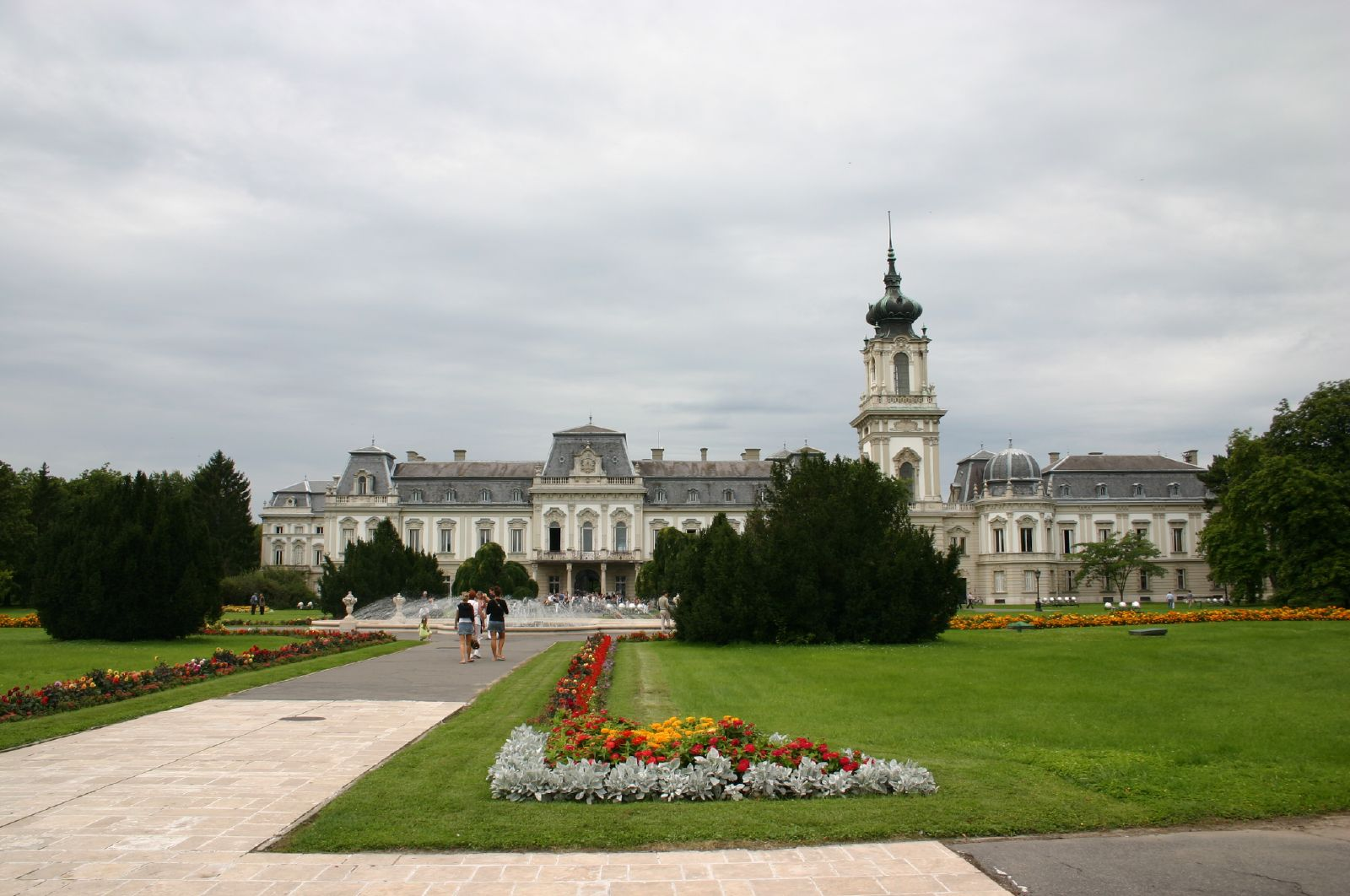
Het kasteel

Voor de rechtervleugel van het kasteel staat het standbeeld van de graaf. Het slot is met zijn 101 vertrekken het op twee na grootste kasteel van Hongarije. Het werd in barokstijl gebouwd, maar kreeg zijn huidige vorm pas tussen 1880 en 1890.
De plattegrond van het kasteel lijkt als een "paardenhoef" gebouwd en is een rariteit in de architectonische historie. Het exterieur en het interieur maakt een rijkelijke indruk en is een van de mooiste architectuur van de 18e eeuw. De prachtige muziekhall en de bibliotheek zijn ontworpen door de meester-timmerman János Kerbl.
De bekendste ruimte is de Helikon-bibliotheek met een verzameling van 70.000 boeken. De in classicistische stijl ontworpen zaal heeft een cassettenplafond.
In de "Grote Zaal" worden 's zomers concerten gegeven, waarbij dan ook het park en de fonteinen feestelijk verlicht zijn.
In veel zalen kunnen fraaie oude meubels bekeken worden. Er vinden regelmatig rondleidingen plaats. Aan de kassa krijgt men een soort platte pantoffels, die men over de schoenen moet aantrekken. De bedoeling ervan is, om geen krassen op de prachtige parketvloeren te maken. Overigens worden ze gelijk geboend door de bezoekers !
Het park met zijn fraaie fonteinen, voor en achter het paleis, is mooi aangelegd en wordt nu nog door de staat onderhouden.
Graaf György Festetics was ook een verwoed jager. De laatste graaf ging ook regelmatig naar Centraal-Afrika om op groot wild te jagen.
Zijn "naaste" buur was zijn titelgenoot Eszterházy.
Het kasteel ligt aan de rand van het stadje in de richting van Hévíz.
Hoe opvallend het slot ook is, het domineert het stadje niet. De huizen net buiten de poort van het kasteel aan weerszijden van de Szabadság utca, zijn in barokstijl (18e eeuw) gebouwd en werden bewoond door personeel van het kasteel.

## Andere bezienswaardigheden in Keszthely
Aan of in de omgeving van het Fö tér, het centrale plein van het stadje, staan de meeste andere bezienswaardigheden. Aan de Kossuth Lajos utca, die ook naar het kasteel leidt, staat de grote parochiekerk. Het is van oorsprong middeleeuws gebouwd en werd in het midden van de 18e eeuw in barokstijl gerestaureerd.
De toren in zijn huidige vorm stamt uit 1878. In de kerk werden renaissance-fresco's uit de 15e eeuw ontdekt die nu gerestaureerd worden. Aan het Fö tér staat een "Drievuldigheidszuil" zoals we er zoveel zien in Hongarije.
Vlakbij staat het raadhuis, in laat-barokstijl ontworpen.
Het oudste huis van de stad, aan de Kossuth Lajos utca nº 22, staat hier vlak bij. Het is het Pethö- of Goldmark-huis.
De familie Pethö was eeuwenlang landbezitter in Keszthely.
De andere naam stamt van de componist Károly Goldmark, die hier op 18 mei 1830 werd geboren en bekend is als de schepper van de opera 'De koningin van Saba'.
Aan het eind van de Kossuth Lajos utca kan in het Balatonmuseum (neo-barokstijl, 1928), een indruk gekregen worden van de geschiedenis van het Balatongebied vanaf de prehistorie tot heden.
Een diorama laat de flora en fauna zien van het Kis-Balaton (Klein-Balaton), een natuurreservaat van 3000 ha, dat ten zuiden van Keszthely en het Balatonmeer te vinden is.
In de buurt van het grote Helikon-hotel, aan de andere zijde van de spoorlijn, ligt het grote Helikon-park. Vanaf het park gaat een oeverpromenade naar het hotel en het Balatonmeer. Vanhieruit naar oostelijk richting kijkend, ziet men alleen de waterhorizon van het meer en geen land, net als bij de zee.

## Geboren
- Karl Goldmark (18 mei 1830), Oostenrijks componist en violist
- Sándor Popovics (22 juni 1939), voetbaltrainer